# Pétervárad
Pétervárad (szerbül Петроварадин / Petrovaradin, horvátul Petrovaradin, németül Peterwardein, latinul Varadinum Petri) város Szerbiában, a Vajdaságban, Újvidékkel szemben, a Duna szerémségi oldalán. Mára már szinte egybenőtt Újvidékkel, bár külön önkormányzata van és külön községet is alkot Újvidék városi községen belül, amelyhez még négy település tartozik.

## Pétervárad község települései
- Bakolc (Буковац / Bukovac)
- Kamanc (Сремска Каменица / Sremska Kamenica) – Újvidék városrésze
- Ledince (Лединци / Ledinci)
- Óledince (Стари Лединци / Stari Ledinci)

## Nevének eredete
Pétervárad a nevét onnan kapta, hogy az uradalom birtokosa Töre fia Péter (a Bánk bán Petur bánja) volt, aki 1213-ban Gertrúd királyné meggyilkolása miatt veszítette életét és birtokait. A név utótagja „kis vár” jelentésű.

## Története

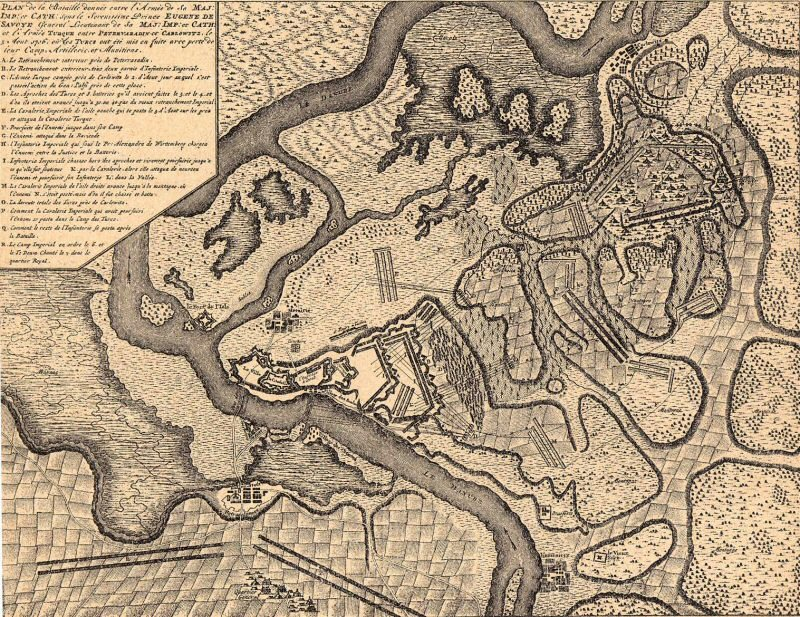
Az 1716-os csata tervrajza

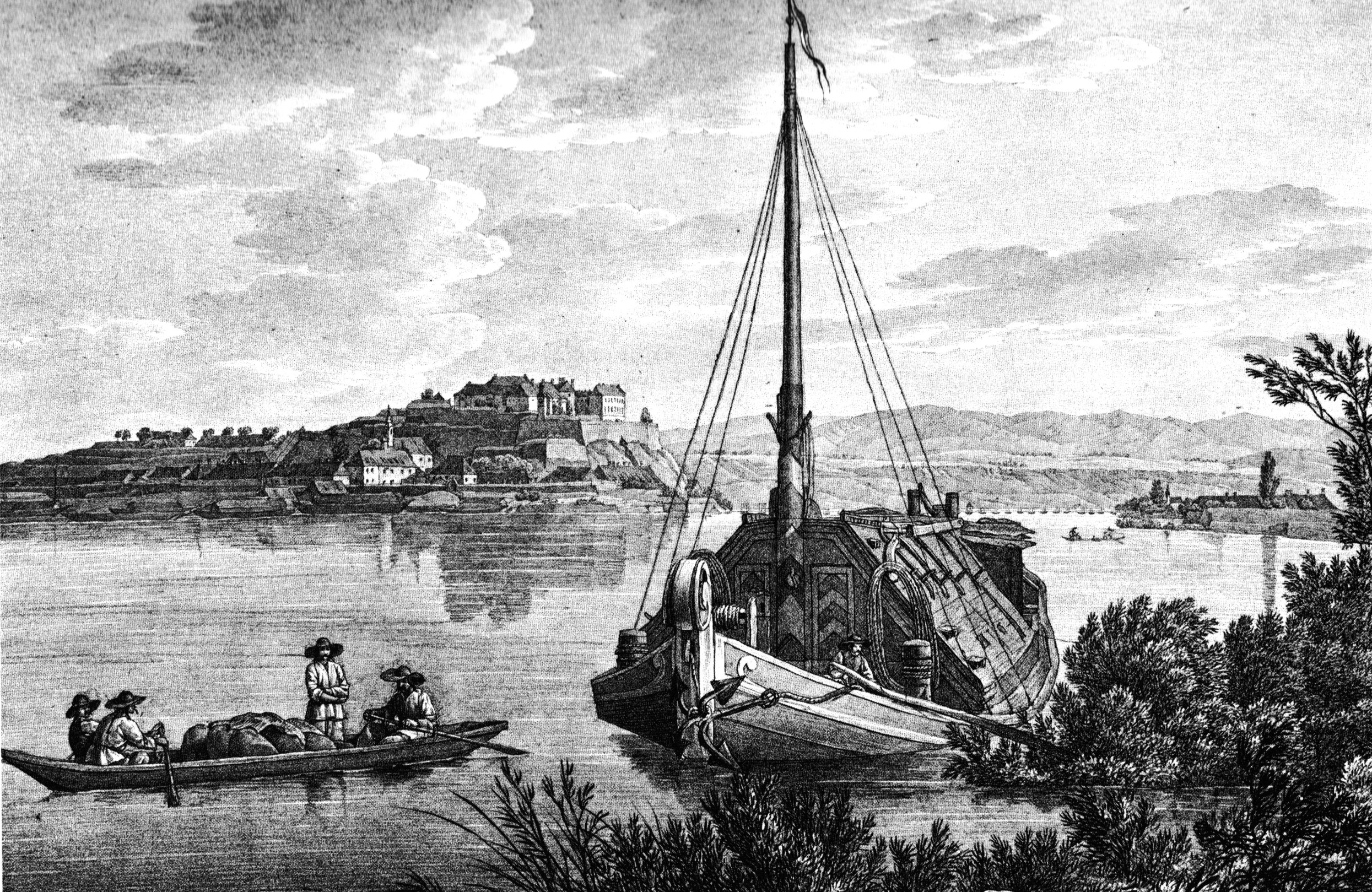
Pétervárad egy 1821-es metszeten

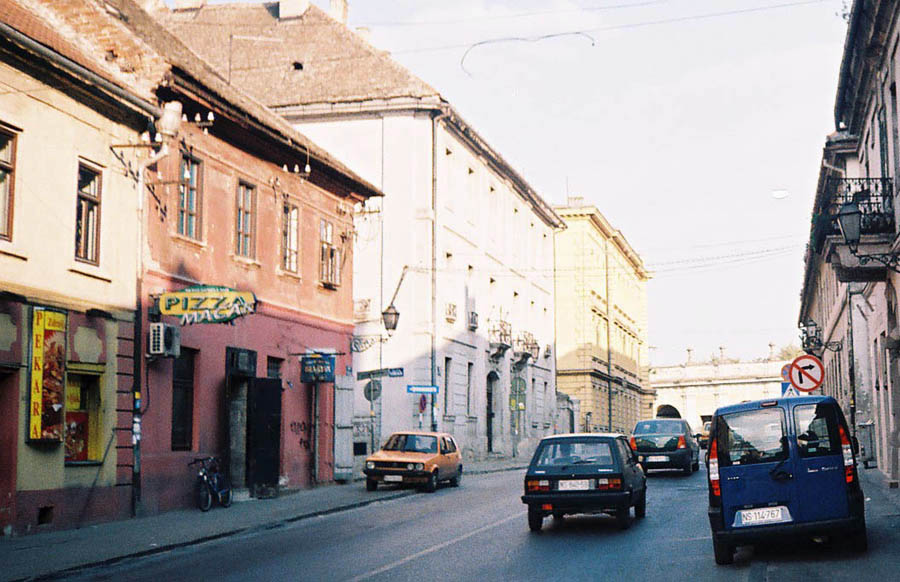
Pétervárad belvárosa

1237-ben említik először Peturwarod néven. A római korban Cusum-nak, majd Acumincum-nak nevezett település volt itt.
Ma is álló vára a ciszterci apátságé, majd 1439-ben Albert magyar király Garai Jánosnak adta.
Az 1440–1441-es harcokban Újlaki Miklós foglalta el, majd újra a Garaiaké lett.
1463-ban itt kötött szövetséget Mátyás király Velencével a török ellen.
1526. július 15-én a várost elfoglalta a török, míg a várat 12 napi kemény ostrommal csak július 27-én tudta bevenni (lásd: Pétervárad elfoglalása, Péterváradi harcok).
1688-ban Miksa Emánuel bajor választófejedelem csapatai felszabadították, de 1694. őszén Ali pasa ismét elfoglalta, majd Caprara közeledtére visszavonult. 1692-ben kezdték építeni a ma is látható erődítményt, amely a XVIII. században Magyarország legmodernebb és legnagyobb vára volt. (Az építkezés egészen 1780-ig elhúzódott.)
1716. augusztus 5-én itt aratott nagy győzelmet Savoyai Jenő a török felett.
Kegykápolnáját a bécsi Breiner család építtette egy török építmény felhasználásával 1716-ban annak emlékére, hogy a török itt gyilkolta meg brutális kegyetlenséggel Breiner tábornokot 1716-ban. A kápolnát a Havas Boldogasszony kegyképe díszíti, híres Mária-kegyhely katolikus búcsújáró hely.
1849. június 5-én Kiss Pál honvédtábornok kapta meg az erőd parancsnokságát Vukovics Sebő miniszter javaslatára. Az esemény hatására kisebb összetűzésbe került a várat felszabadító Perczel Mórral, hisz ő öccsének, Perczel Miklósnak akarta e tisztséget. Kiss Pál parancsnokságával a vár 1849. szeptember 7-én, egy meg nem érkezett levél miatt feltétel nélkül kapitulált. A honvédség IX. hadteste, azaz 5800 főnyi katonaság tette le a fegyvert, 200 tábori és várágyú került a császáriak kezébe. A legénység még aznap, vagy az elkövetkezendő napokban elvonulhatott. Kiss Pált és a tisztek egy részét (180 fő) november 7-éig fogva tartották. Pétervárad tehát a szabadságharc utolsó előtti védőbástyája volt Komárom előtt.
1883-ban vasúti híd épült a Dunán.
A trianoni békeszerződésig Szerém vármegyéhez tartozott.
1918-ban a Szerb–Horvát–Szlovén Királyság (illetve a Jugoszláv Királyság) része lett mint a Dunai Bánság egyik városa.
A második világháború alatt, 1941-1944. között a tengelyhatalmak elfoglalták és a Független Horvát Államhoz csatolták.
A világháború után Vajdaság Autonóm Tartomány része lett.
1980-1989. között önálló község, 1989-2002. között Újvidék község része, 2002. óta formálisan léteznek önálló községi hivatalai, de Újvidék város egyik községeként alárendelt szerepű. 2008-ban felerősödött a törekvés a város lakói között, hogy az újvidéki városi igazgatással szemben ismét önálló község legyenek.

## Népesség

### Demográfiai változások
| 1948 | 1953 | 1961 | 1971   | 1981   | 1991   | 2002   | 2011   |
| ---- | ---- | ---- | ------ | ------ | ------ | ------ | ------ |
| 5719 | 6428 | 8408 | 10 477 | 10 338 | 11 285 | 13 973 | 14 810 |

## Híres emberek
- Itt született 1801. október 16-án gr. Josip Jelačić horvát bán, császári altábornagy
- Itt végezték ki 1946. november 5-én vitéz Szombathelyi Ferencet

## Képek

### Péterváradi erőd

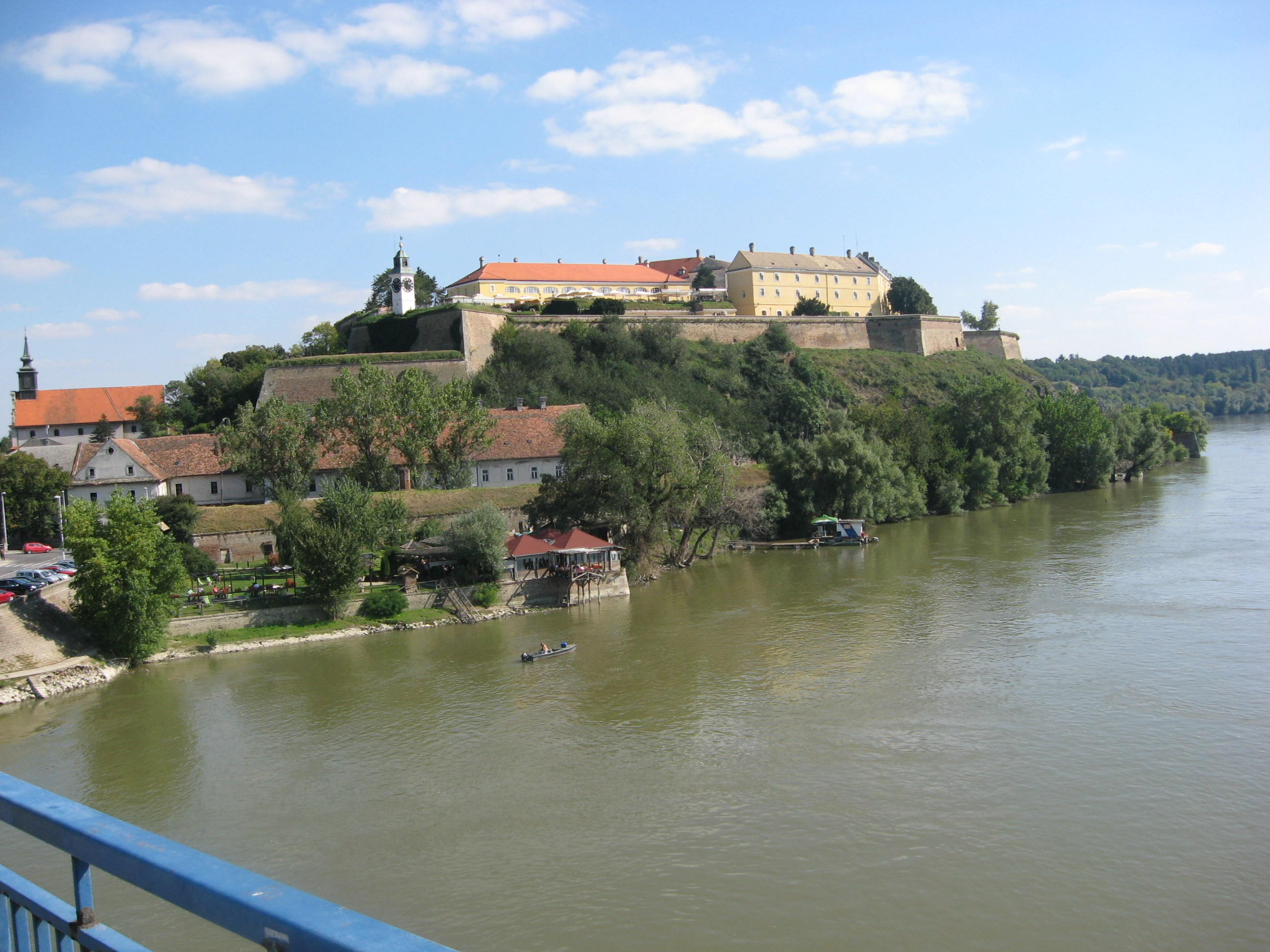
Az erőd a Duna-hídról nézve
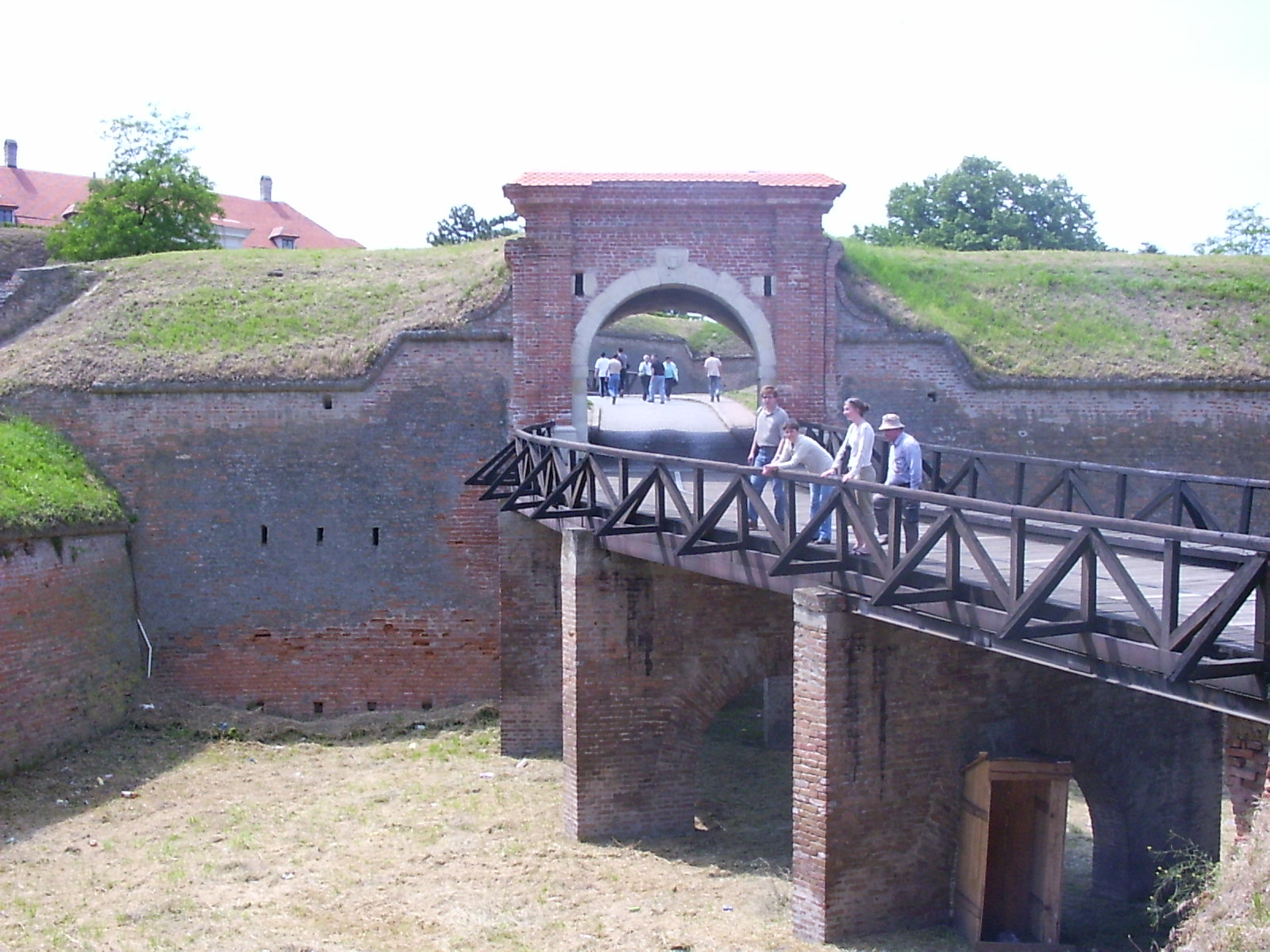
A vár bejárata
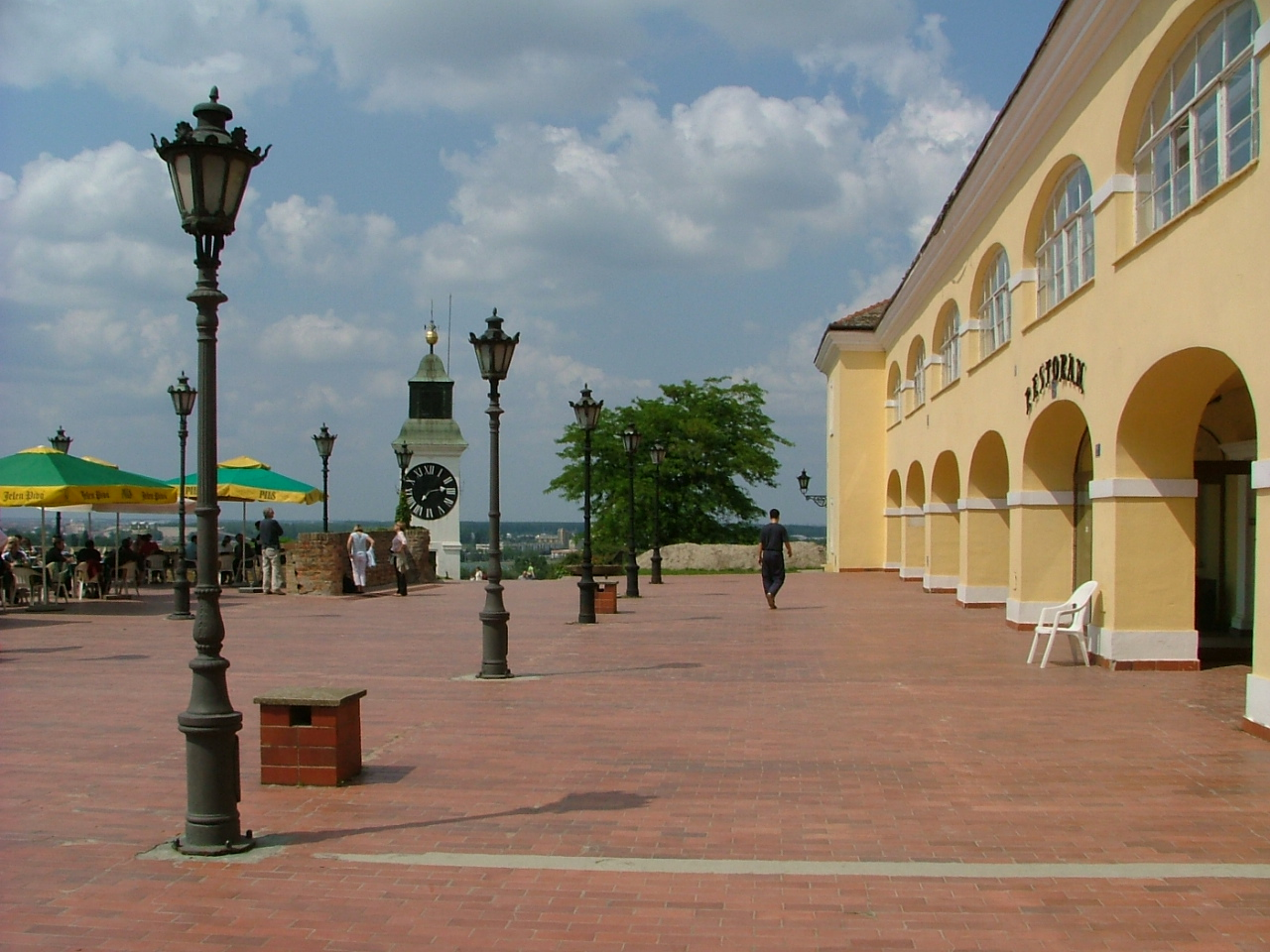
A vár terasza
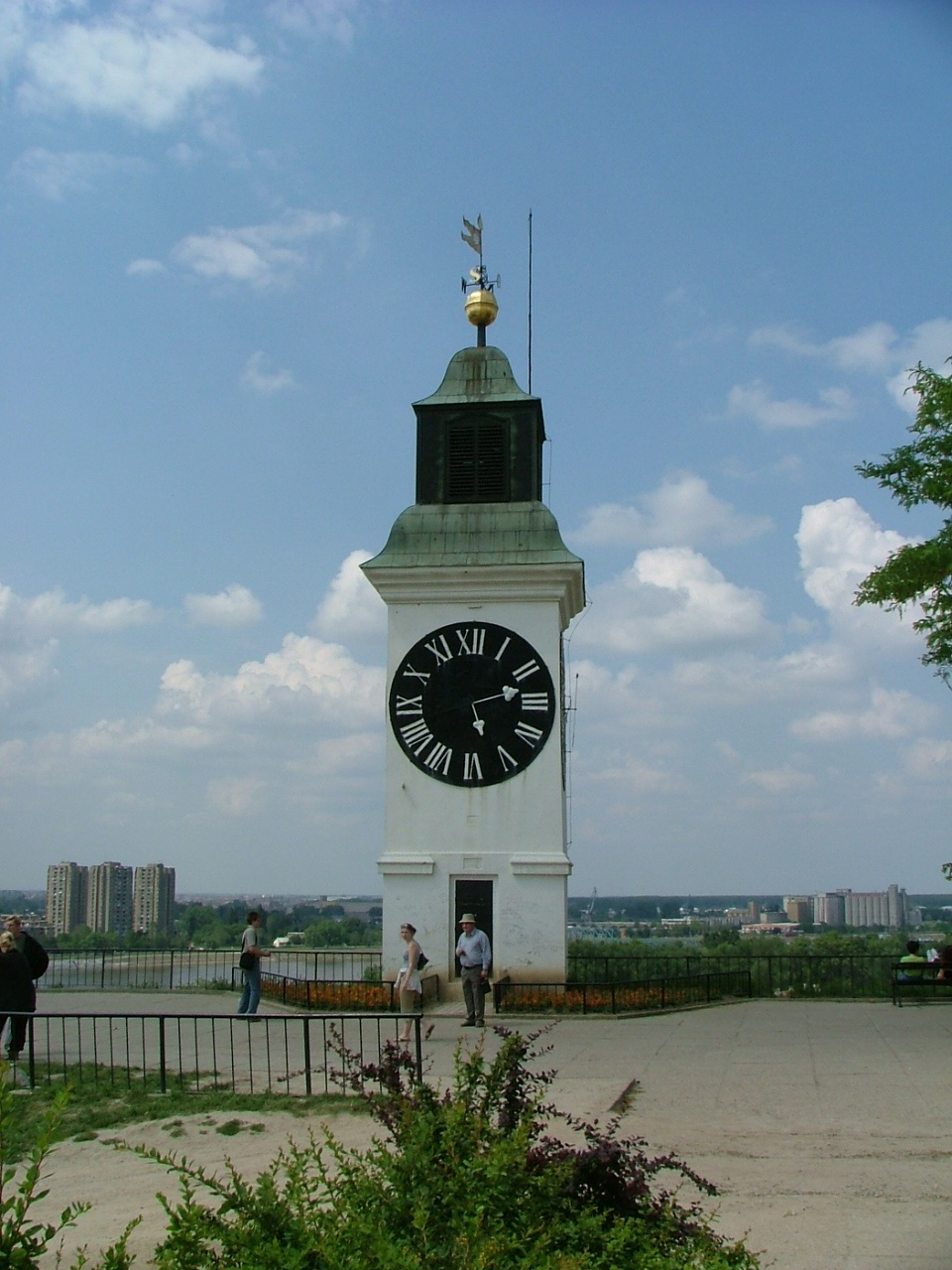
A híres fordított óra
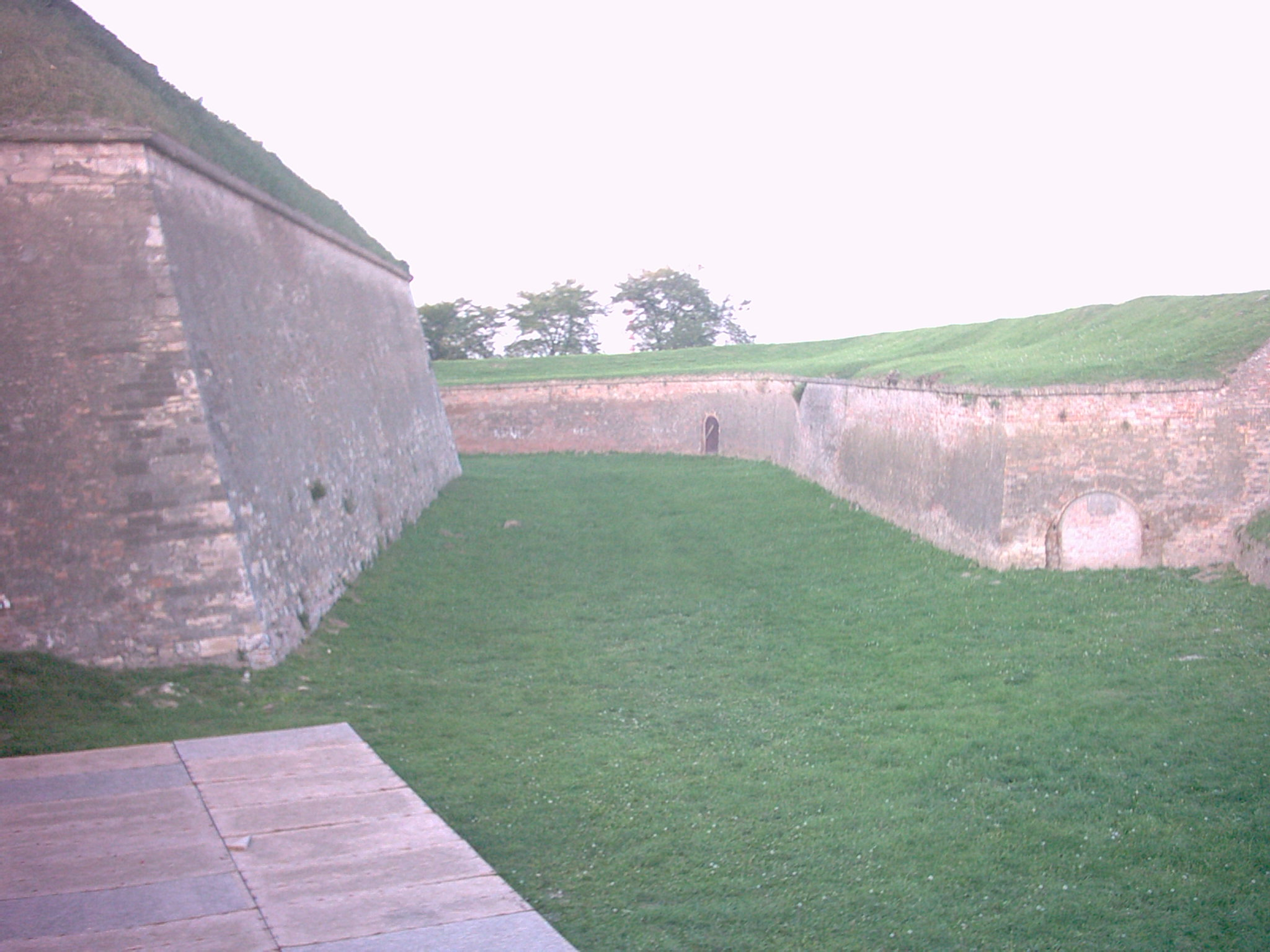
A várfal
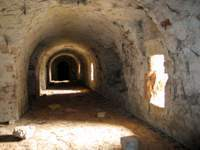
Alagútrendszer
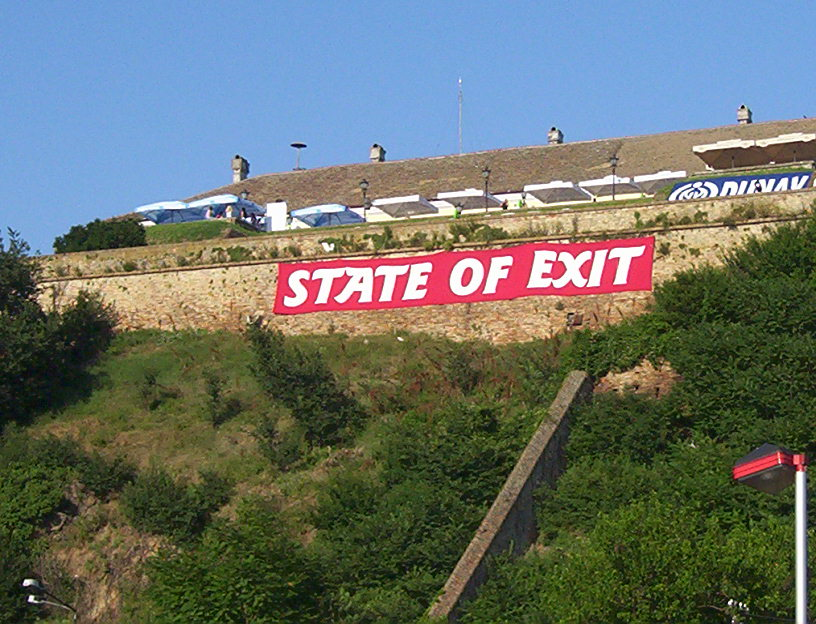
Az Exit fesztivál hirdetménye

### Templomok

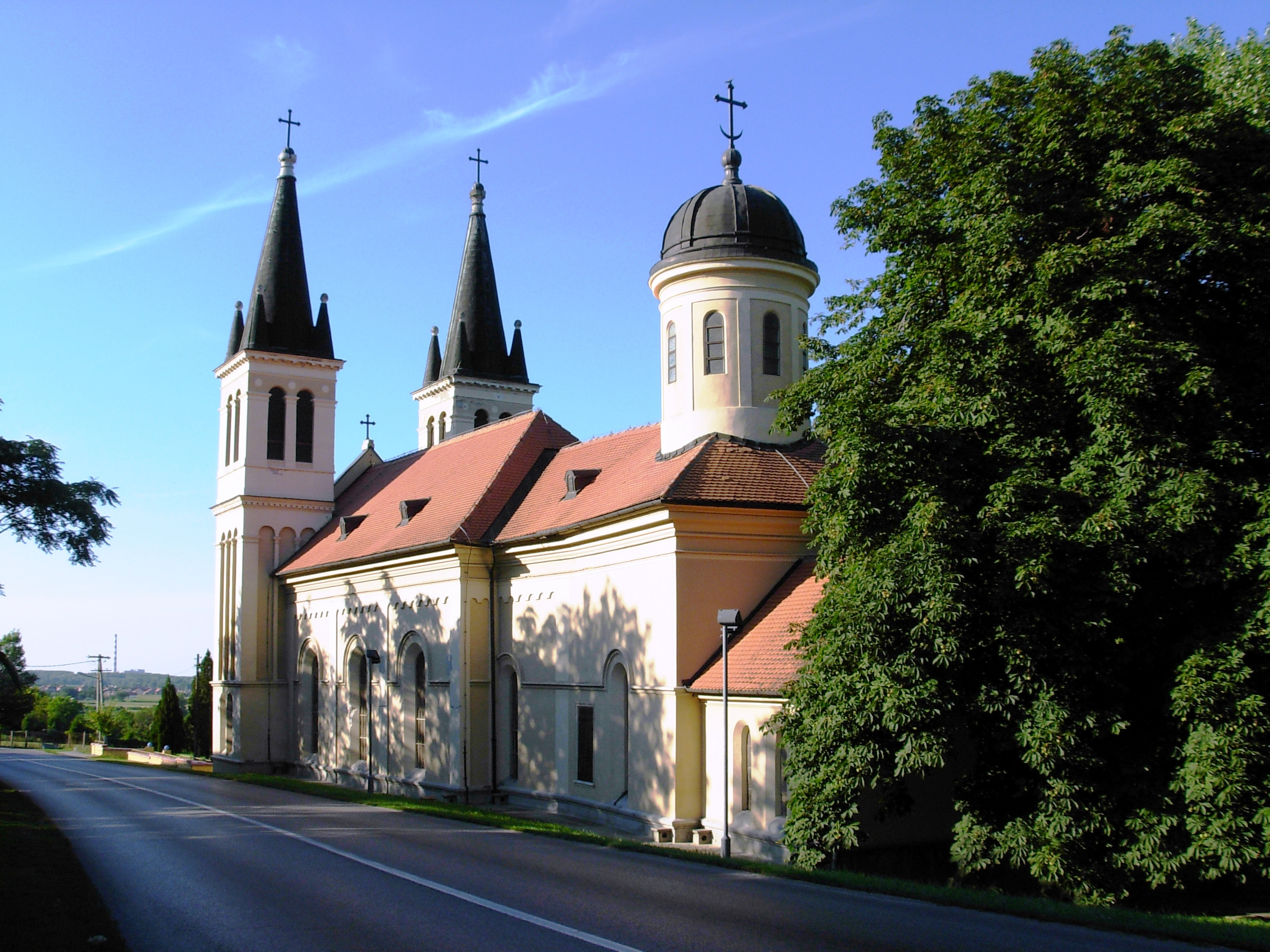
A Havas Boldogasszony templom
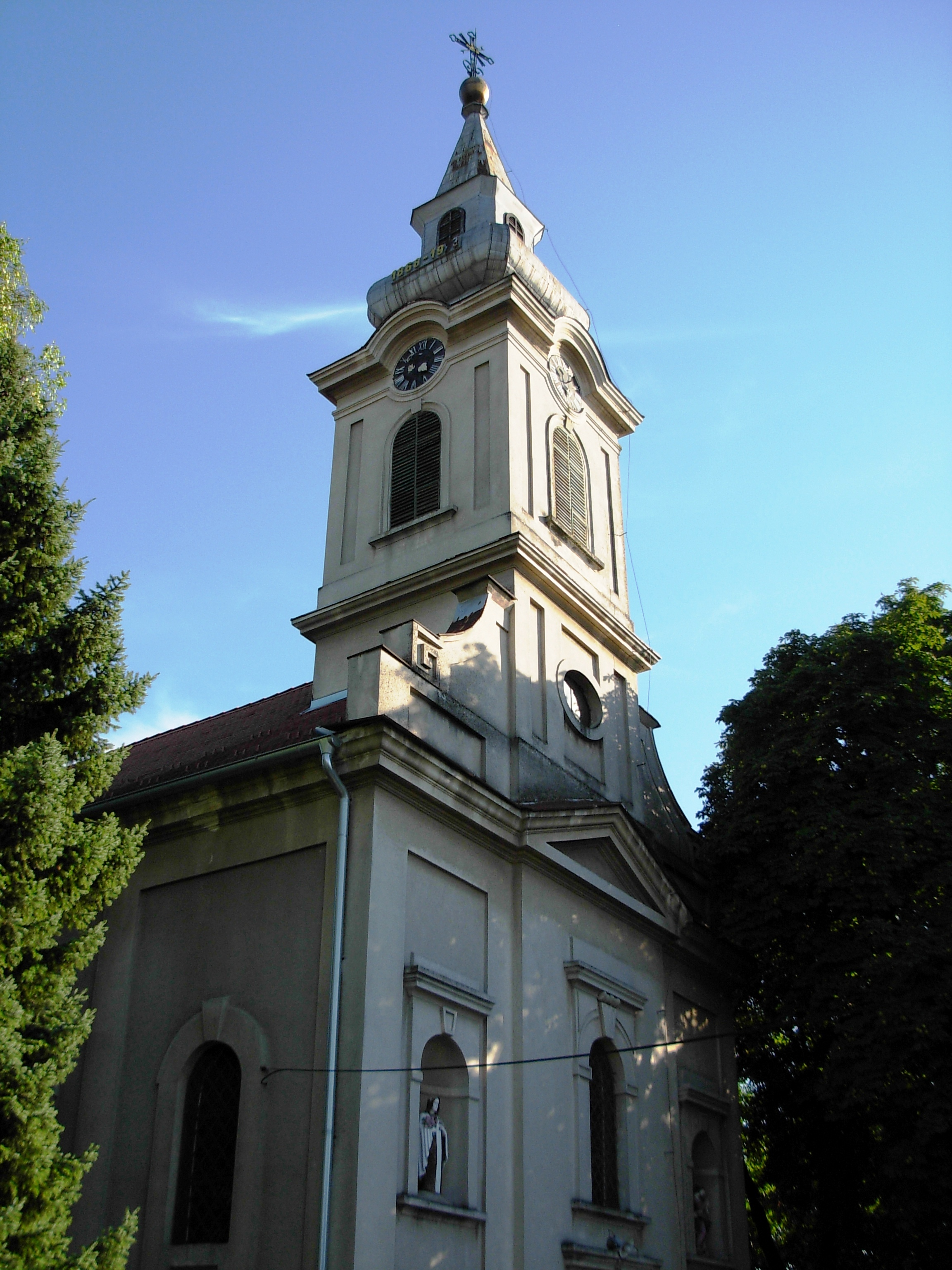
A Szent Rókus templom
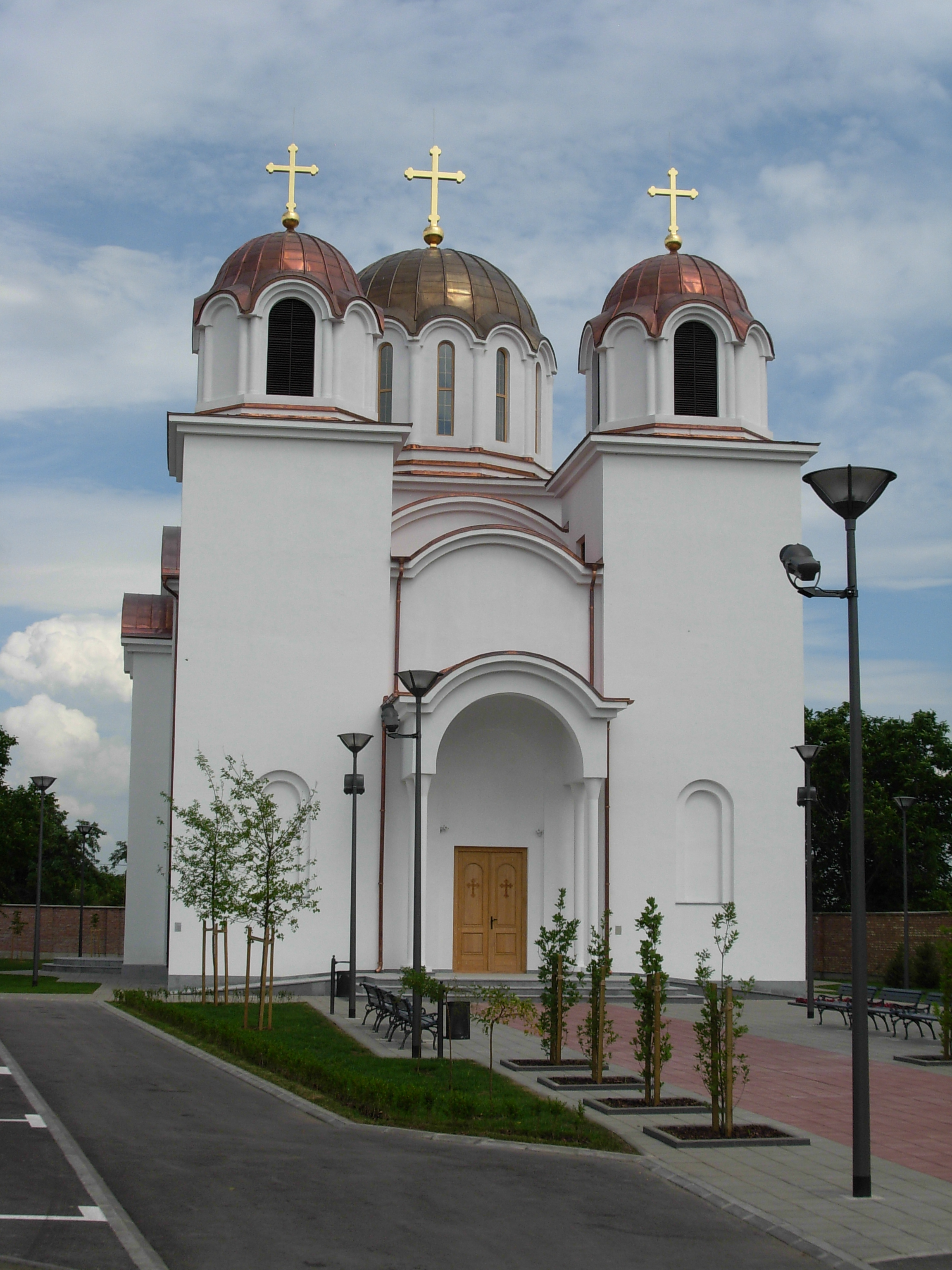
Az ortodox templom

## További információk

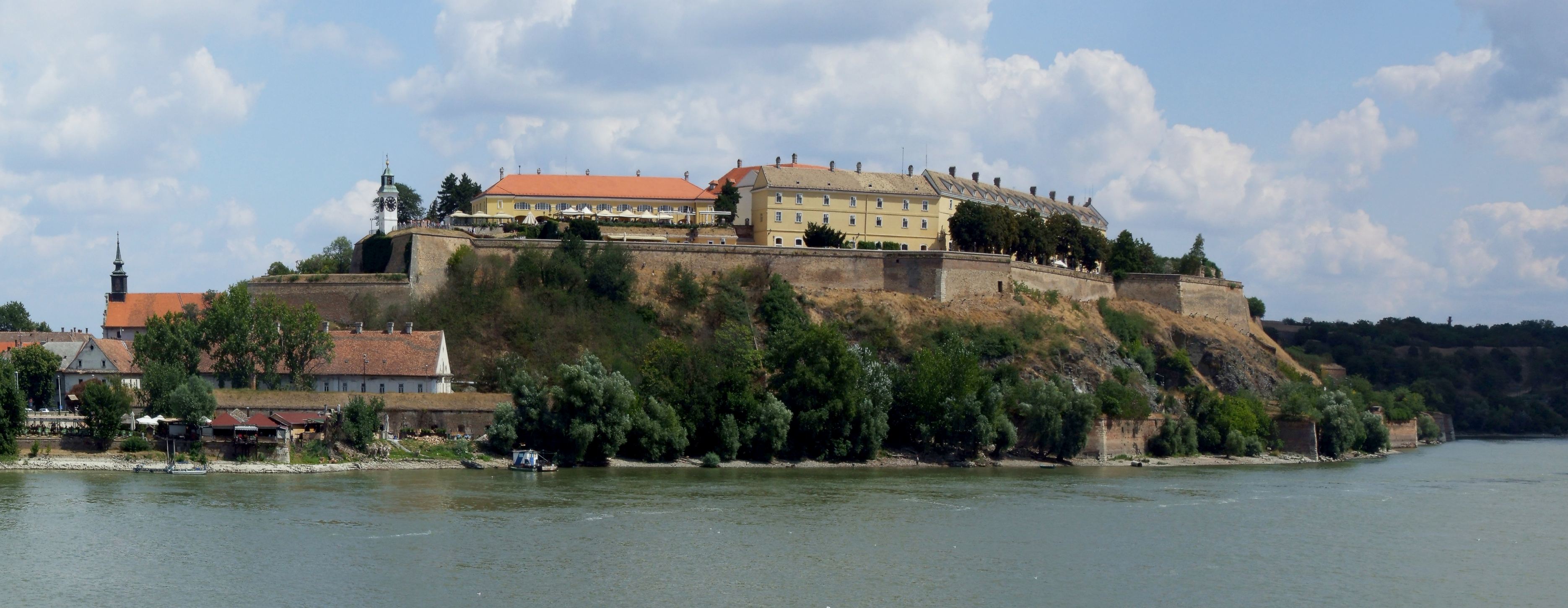
A fellegvár és a Duna